# Kelvin Okundaye
Esosa Kelvin Okundaye (* 12. April 1993 in Lörrach) ist ein deutsch-nigerianischer Basketballspieler.

## Laufbahn
Okundaye wuchs in dem südbadischen Lörrach auf und spielte in der Jugend in der Nachwuchs-Basketball-Bundesliga zunächst für die Dragons Rhöndorf und anschließend bei den BIS Baskets Speyer. Mit Speyer spielte er auch in der Herren-Regionalliga und kam dort während der Saison 2011/12 bei sechs Einsätzen auf einen Punkt pro Begegnung.
Zur Saison 2012/2013 schaffte Okundaye den Sprung in die 2. Bundesliga ProA und erzielte seine ersten Punkte für die MLP Academics Heidelberg. 2013 kehrte der 1,87 Meter große Aufbauspieler zu den BIS Baskets Speyer zurück, welche mittlerweile in die 2. Bundesliga ProB aufgestiegen waren. 2014 setzte Okundaye seine Laufbahn in Nordamerika fort und spielte in der Saison 2014/15 für die Western Oregon University in der zweiten Division der US-amerikanischen Hochschulliga NCAA. In fünf Einsätzen für die Hochschulmannschaft kam er auf einen Mittelwert von 3,4 Punkten, bevor er zur Saison 2015/16 zum ProB-Klub TV Saarlouis wechselte.
Zum Beginn seines Masterstudiums zog es Okundaye in das Ruhrgebiet, wo er für die Citybasket Recklinghausen und den ETB Schwarz-Weiß Essen in der ProB zum Einsatz kam. Für Recklinghausen stand er während des Spieljahres 2016/17 in 27 Ligapartien auf dem Feld und erzielte im Schnitt 3,5 Punkte, die Essener Farben trug er im Laufe der Saison 2017/18 in 23 Ligapartien (2,9 Punkte/Spiel). Während eines Auslandsaufenthalts spielte Okundaye für den französischen Klub Basket Club Souffelweyersheim, ehe er für den Rest der Saison 2018/19 zurück zum ETB Schwarz-Weiß Essen wechselte. Für den Ruhrgebietsklub erzielte Okundaye in durchschnittlich rund 20 Minuten 8,5 Punkte und 3,6 Rebounds pro Spiel. 2019 erhielt Okundaye bei den PS Karlsruhe Lions erneut einen Vertrag in der 2. Bundesliga ProA. Nach sieben Ligaeinsätzen (2 Punkte/Spiel) für die Karlsruher wechselte Okundaye im Januar 2020 zum süditalienischen Klub Nuova Cestistica Barletta. Dort erzielte Okundaye in seinem ersten Heimspiel 29 Punkte und den Siegtreffer. Die Saison wurde aufgrund der Covid-19-Pandemie im März 2020 beendet.
In der Saison 2020/21 spielte Okundaye in der Schweiz. In der NLB erzielte er für die Bären Kleinbasel in drei Einsätzen 17,7 Punkte pro Spiel und konnte sich im April 2021 für ein Engagement bei BC Boncourt in der SBL empfehlen. Mit dem Erstligisten schied Okundaye in den Playoffs gegen den späteren Meister Fribourg Olympic aus. Er bestritt fünf Ligaspiele für Boncourt und brachte es auf einen Mittelwert von 1,4 Punkten je Begegnung.
In der Sommerpause 2021 schloss sich Okundaye den Wiha Panthers Schwenningen in der 2. Bundesliga ProA an. In 24 Ligaspielen erreichte er bis April 2022 im Schnitt 1,6 Punkte je Begegnung. Zur Saison 2022/2023 unterschrieb Okundaye in der zweiten belgischen Liga bei Royal IV Brussels.
2023 wechselte er zum deutschen Regionalligisten SG DJK Saarlouis-Roden/BBF Dillingen. In 26 Spielen erzielte er während der Saison 2023/24 durchschnittlich 18,2 Punkte pro Partie und wurde dafür vom Fachportal Eurobasket.com in das zweite Team der Regionalliga-Südwest gewählt.

### 3-gegen-3-Basketball
Im Sommer 2022 wurde Okundaye in der Basketballspielart „3-gegen-3“ deutscher Vizemeister. 2023 wurde er in die nigerianische Nationalmannschaft in dieser Disziplin berufen und im Dezember desselben Jahres Zweiter der Afrikameisterschaft. 2024 belegte Okundaye bei der deutschen Meisterschaft erneut den zweiten Platz.

## Beruf
Okundaye arbeitet als parlamentarischer Assistent des Europaparlamentariers Peter Liese.